# Garrett Smith
Garrett Smith (1878-1954) fue un escritor de ciencia ficción y periodista estadounidense. La mayoría de sus obras fueron cuentos o novelas de revista. Muchas de sus obras aparecieron en el Argosy.
Durante su vida, una de sus novelas serializadas se publicó como libro (Between Worlds, 1929, originalmente serializado en 1910). Between Worlds, un libro sobre mujeres de una distópica Venus que intentan conquistar la Tierra, no es considerado su mejor trabajo por los críticos modernos (ha sido descrito como «un cuento semi-juvenil» y «uno de sus más débiles» en The Encyclopedia of Science Fiction). En cambio, otra novela que escribió recibió más reconocimiento (The Treasures of Tantalus, 2017, serializada originalmente en 1920). Esa novela presentó un concepto relativamente novedoso de un dispositivo para ver a través del tiempo y el espacio, y alguna discusión sobre la moralidad de su uso. The Encyclopedia of Science Fiction señaló que The Treasures of Tantalus era «de más interés», y Michael Ashley lo llamó «digno de elogio».
Otras de sus obras incluyeron «On the Brink of 2000» (1910) and «You've Killed Privacy» (1928), que también presentan los dispositivos para ver a través del tiempo y el espacio; «After a Million Years» (1919), inspirada en Flammarion, que aborda el tema de la extinción de la humanidad, «The Girl in the Moon» (1928) sobre un cohete fuera de control, y «Thirty Years Late» (1928), esta última llamada por Brian Stableford «una transfiguración de la historia de Rip van Winkle».
Resumiendo su carrera como escritor, Stableford dijo que las «aventuras de Smith en la ciencia ficción fueron a veces emprendedoras», mientras que The Encyclopedia of Science Fiction señaló que «a veces era un escritor capaz cuyas ideas tendían a superar su ficción».